# Willie Marshall
William Charles Marshall (Kirkland Lake, 1º dicembre 1931 – Lebanon, 2 giugno 2023) è stato un hockeista su ghiaccio canadese, tuttora detentore del record assoluto di punti segnati e gare disputate in American Hockey League.

## Biografia
Marshall iniziò la propria carriera da giocatore nella OHA con i St. Michael's Majors. Dopo una stagione in una lega minore canadese nella stagione 1952-53 fece il proprio esordio fra i professionisti entrando nell'organizzazione dei Toronto Maple Leafs. Nelle quattro stagioni successive giocò però soprattutto in AHL con i Pittsburgh Hornets vincendo la prima Calder Cup della carriera ed entrando nel First All-Star Team 1955-56.
Nel 1956 Marshall fu ceduto ai Detroit Red Wings, i quali lo inviarono nella formazione affiliata in AHL degli Hershey Bears. Rimase ad Hershey per le sette stagioni successive, eccetto un preve periodo in prestito nuovamente a Toronto, conquistando altre due Calder Cup e aggiudicandosi il John B. Sollenberger Trophy come miglior marcatore della lega grazie ai 104 punti raccolti nella stagione 1957-58.
Nel 1963 si trasferì invece ai Providence Reds, farm team dei Boston Bruins disputando tre stagioni sempre in AHL. Dal 1966 fino al 1971 Marshall giocò con la maglia dei Baltimore Clippers. Dopo brevi apparizioni in IHL, nuovamente AHL con i Rochester Americans e NAHL Marshall si ritirò definitivamente nel 1976. Al momento del ritiro, dopo venti anni di esperienza in AHL, deteneva tutti i primati realizzativi della lega con un bottino di 1 375 punti in 1 205 gare disputate, oltre a 119 punti in 112 gare di playoff della Calder Cup.
La sua maglia numero 16 fu ritirata dagli Hershey Bears, mentre nel 2004 fu istituito in suo onore il Willie Marshall Award per il giocatore con il maggior numero di reti segnate nella stagione regolare della AHL. Infine nel 2006 entrò a far parte dell'AHL Hall of Fame.

## Palmarès

### Club
- Calder Cup: 3

Pittsburgh: 1954-1955
Hershey: 1957-1958, 1958-1959

### Individuale
- AHL Hall of Fame: 1

2006
- John B. Sollenberger Trophy: 2

1957-1958 (104 punti)
- AHL First All-Star Team: 2

1955-1956, 1957-1958
- AHL Second All-Star Team: 1

1961-1962